# Гран-при Эдди Меркса
Гран-при Эдди Меркса (фр. Grand Prix Eddy Merckx) — шоссейная велогонка с раздельным стартом, проходившая в конце августа вокруг Брюсселя, родного города Каннибала. Гонка проводилась с 1980 по 2004 год, прекратив существование после возникновения UCI ProTour. До 1998 года гонка была индивидуальной разделкой, затем в ней участвовали команды из двух гонщиков. 

## Победители

### Индивидуальная гонка
| - 1980: Кнут Кнудсен - 1981: Кнут Кнудсен - 1982: Даниэль Виллемс - 1983: Жан-Люк Ванденбрук - 1984: Клод Крикельон - 1985: Эрик Вандерарден - 1986: Шарли Мотте - 1987: Эрик Вандерарден - 1988: Эдвиг ван Хойдонк | - 1989: Шон Йейтс - 1990: Франс Массен - 1991: Эрик Брёкинк - 1992: Йелле Нейдамm - 1993: Крис Бордман - 1994: Тони Ромингер - 1995: Йохан Мюзеув - 1996: Крис Бордман - 1997: Абрахам Олано |

### Командная гонка
- 1998:  Абрахам Олано —  Хосе Висенте Гарсиа Акоста (Banesto)
- 1999:  Марк Ваутерс —  Эрик Деккер (Rabobank)
- 2000:  Вячеслав Екимов —  Лэнс Армстронг (US Postal)
- 2001:  Марк Ваутерс —  Эрик Деккер (Rabobank)
- 2002:  Ласло Бодроги —  Фабиан Канчеллара (Mapei-QuickStep)
- 2003:  Уве Пешель —  Михаэль Рих (Gerolsteiner)
- 2004:  Томас Деккер —  Кун де Корт (Rabobank)